# 华苘麻
华苘麻（学名：Abutilon sinense）为锦葵科苘麻属下的一个种。

## 扩展阅读
維基物種上的相關：华苘麻